# La religione è l'oppio dei popoli
La religione è l'oppio dei popoli è una delle affermazioni più spesso parafrasate del filosofo e critico dell'economia politica Karl Marx. È stata tradotta dall'originale tedesco "Die Religion ist das Opium des Volkes", letteralmente, "La religione è l'oppio del popolo".
La citazione, tratta dall'introduzione de Per la critica della filosofia del diritto di Hegel, nella sua versione integrale — e meno conosciuta — si presenta così: «La religione è il sospiro della creatura oppressa, il sentimento di un mondo senza cuore, così come è lo spirito di una condizione senza spirito. È l'oppio del popolo».

## Descrizione
La citazione completa si legge come segue:
Das religiöse Elend ist in einem der Ausdruck des wirklichen Elendes und in einem die Protestation gegen das wirkliche Elend. Die Religion ist der Seufzer der bedrängten Kreatur, das Gemüth einer herzlosen Welt, wie sie der Geist geistloser Zustände ist. Sie ist das Opium des Volks.
Die Aufhebung der Religion als des illusorischen Glücks des Volkes ist die Forderung seines wirklichen Glücks. Die Forderung, die Illusionen über seinen Zustand aufzugeben, ist die Forderung, einen Zustand aufzugeben, der der Illusionen bedarf. Die Kritik der Religion ist also im Keim die Kritik des Jammerthales, dessen Heiligenschein die Religion is.»
La miseria religiosa è insieme l'espressione della miseria reale e la protesta contro la miseria reale. La religione è il sospiro della creatura oppressa, il sentimento di un mondo senza cuore, così come è lo spirito di una condizione senza spirito. Essa è l'oppio del popolo.
Eliminare la religione in quanto illusoria felicità del popolo vuol dire esigerne la felicità reale. L'esigenza di abbandonare le illusioni sulla sua condizione è l'esigenza di abbandonare una condizione che ha bisogno di illusioni. La critica della religione, dunque, è in germe, la critica della valle di lacrime, di cui la religione è l'aureola.»
(Karl Marx)

## Significato
Marx inserisce questa riflessione nell'ambito di un'analisi sulla struttura e sull'organizzazione della religione, mirata a comprenderne l'intima natura. Egli ritiene che la religione soddisfi nella società lo stesso bisogno cui provvede l'oppio quando una persona inferma, o comunque sofferente, ne fa uso: riduce il dolore immediato e alimenta le illusioni utili a darle la forza per andare avanti. Marx individua nella religione anche un pericolo per i suoi obiettivi rivoluzionari, in quanto l'idea di Dio, portando l'uomo a cancellare sé stesso come protagonista del processo storico, gli impedisce di comprendere il conflitto sociale esistente tra le classi e la conseguente necessità della lotta.

## Storia
Marx scrisse queste riflessioni sulla religione nel 1843, come parte introduttiva a un libro in cui si proponeva di indagare criticamente lo scritto del 1820 di Hegel, Lineamenti di filosofia del diritto. Mentre l'opera completa, Per la critica della filosofia del diritto di Hegel, fu pubblicata solo dopo la sua morte, l'introduzione era stata data alle stampe già nel 1844, sugli Annali franco-tedeschi, una collaborazione di Marx con Arnold Ruge. Poiché la suddetta rivista aveva una tiratura di appena 1 000 copie, l'Introduzione non ebbe grande risonanza nel XIX secolo, ma l'avrebbe acquisita a partire dagli anni '30 del secolo successivo, con la raggiunta affermazione della dottrina marxista.

## Dichiarazioni simili
La stessa metafora è stata usata da molti autori durante il XIX secolo e anche dopo.
Novalis
Nel 1798 Novalis scrive, in Blüthenstaub (Polline):
(Novalis, "Blüthenstaub")
.
Heinrich Heine
Nel 1840, anche Heinrich Heine usa la stessa analogia, nel suo saggio su Karl Ludwig Börne:
(Heinrich Heine)
Charles Kingsley
Charles Kingsley, un canonico della Chiesa anglicana, chiosa quattro anni dopo Marx:
(Charles Kingsley)
Miguel de Unamuno
Miguel de Unamuno, il famoso autore spagnolo della Generazione del '98, nella sua nivola, San Manuel Bueno mártir, tratta il tema dell'effetto stordente che la religione cagiona sulla Spagna rurale. Il protagonista del libro, Don Manuel, è un sacerdote che non crede in Dio, ma continua a predicare perché osserva l'impatto positivo che può avere nella vita dei suoi parrocchiani. La religione, in questo modo, serve anche a lenire la propria, profonda depressione, grazie alla felicità che gli procura l'aiutare la gente di Valverde de Lucerna. Unamuno fa riferimento diretto a Marx quando Don Manuel spiega:
(Miguel de Unamuno)
Lenin
Nel 1905, Lenin scrive nell'articolo Socializm i religija per la Novaja Žizn':
(Lenin)